# Episodi di Die Rosenheim-Cops (settima stagione)
La settima stagione della serie televisiva Die Rosenheim-Cops è stata trasmessa in anteprima in Germania dalla ZDF tra il 18 settembre 2007 e il 29 aprile 2008.
| nº | Titolo originale              | Titolo italiano | Prima TV Germania | Prima TV Italia |
| -- | ----------------------------- | --------------- | ----------------- | --------------- |
| 1  | Der Schatten des Zweifels     | inedito         | 18 settembre 2007 | inedito         |
| 2  | Die sieben Kreuze             | inedito         | 25 settembre 2007 | inedito         |
| 3  | Ein mörderischer Geschmack    | inedito         | 2 ottobre 2007    | inedito         |
| 4  | Der Untergang von Rosenheim   | inedito         | 9 ottobre 2007    | inedito         |
| 5  | Die verräterische Beute       | inedito         | 16 ottobre 2007   | inedito         |
| 6  | Die tote Geliebte             | inedito         | 23 ottobre 2007   | inedito         |
| 7  | Fisslers Flucht               | inedito         | 30 ottobre 2007   | inedito         |
| 8  | Ein tödliches Spiel           | inedito         | 6 novembre 2007   | inedito         |
| 9  | Tod im Kino                   | inedito         | 13 novembre 2007  | inedito         |
| 10 | Der Mörder-Stier              | inedito         | 20 novembre 2007  | inedito         |
| 11 | Mord(s)phantasien             | inedito         | 27 novembre 2007  | inedito         |
| 12 | Tödliche Beichte              | inedito         | 4 dicembre 2007   | inedito         |
| 13 | Mord im Rosenbeet             | inedito         | 11 dicembre 2007  | inedito         |
| 14 | Fit in den Tod                | inedito         | 18 dicembre 2007  | inedito         |
| 15 | Tödliches Licht               | inedito         | 8 gennaio 2008    | inedito         |
| 16 | Mord auf der Weide            | inedito         | 15 gennaio 2008   | inedito         |
| 17 | Ein letzter Drink             | inedito         | 22 gennaio 2008   | inedito         |
| 18 | Der süße Tod                  | inedito         | 29 gennaio 2008   | inedito         |
| 19 | Salto Mortale                 | inedito         | 5 febbraio 2008   | inedito         |
| 20 | Eine Leiche für den Neuen     | inedito         | 12 febbraio 2008  | inedito         |
| 21 | Der Tod mag Krimis            | inedito         | 19 febbraio 2008  | inedito         |
| 22 | Eine offene Rechnung          | inedito         | 26 febbraio 2008  | inedito         |
| 23 | Eine Leiche, keine Leiche     | inedito         | 4 marzo 2008      | inedito         |
| 24 | Abwärts in den Tod            | inedito         | 11 marzo 2008     | inedito         |
| 25 | Bis dass der Tod sie scheidet | inedito         | 18 marzo 2008     | inedito         |
| 26 | Der Tod trägt Anzug           | inedito         | 25 marzo 2008     | inedito         |
| 27 | Der Stachel des Todes         | inedito         | 8 aprile 2008     | inedito         |
| 28 | Löscheinsatz für eine Leiche  | inedito         | 15 aprile 2008    | inedito         |
| 29 | Der Tod des Gerechten         | inedito         | 22 aprile 2008    | inedito         |
| 30 | Tonis letzter Ton             | inedito         | 29 aprile 2008    | inedito         |